# Глазной протез

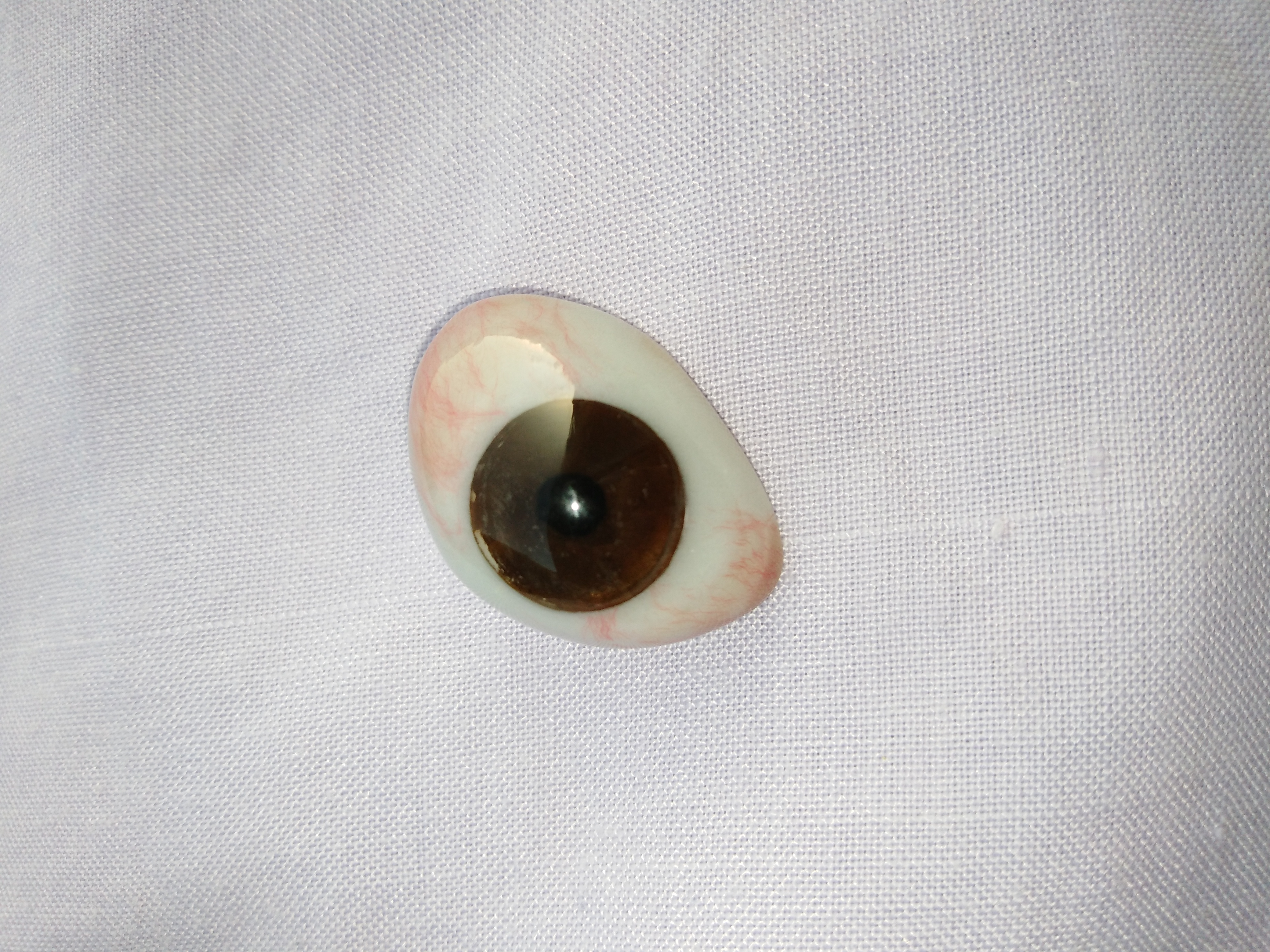
Коричневый глазной протез человека

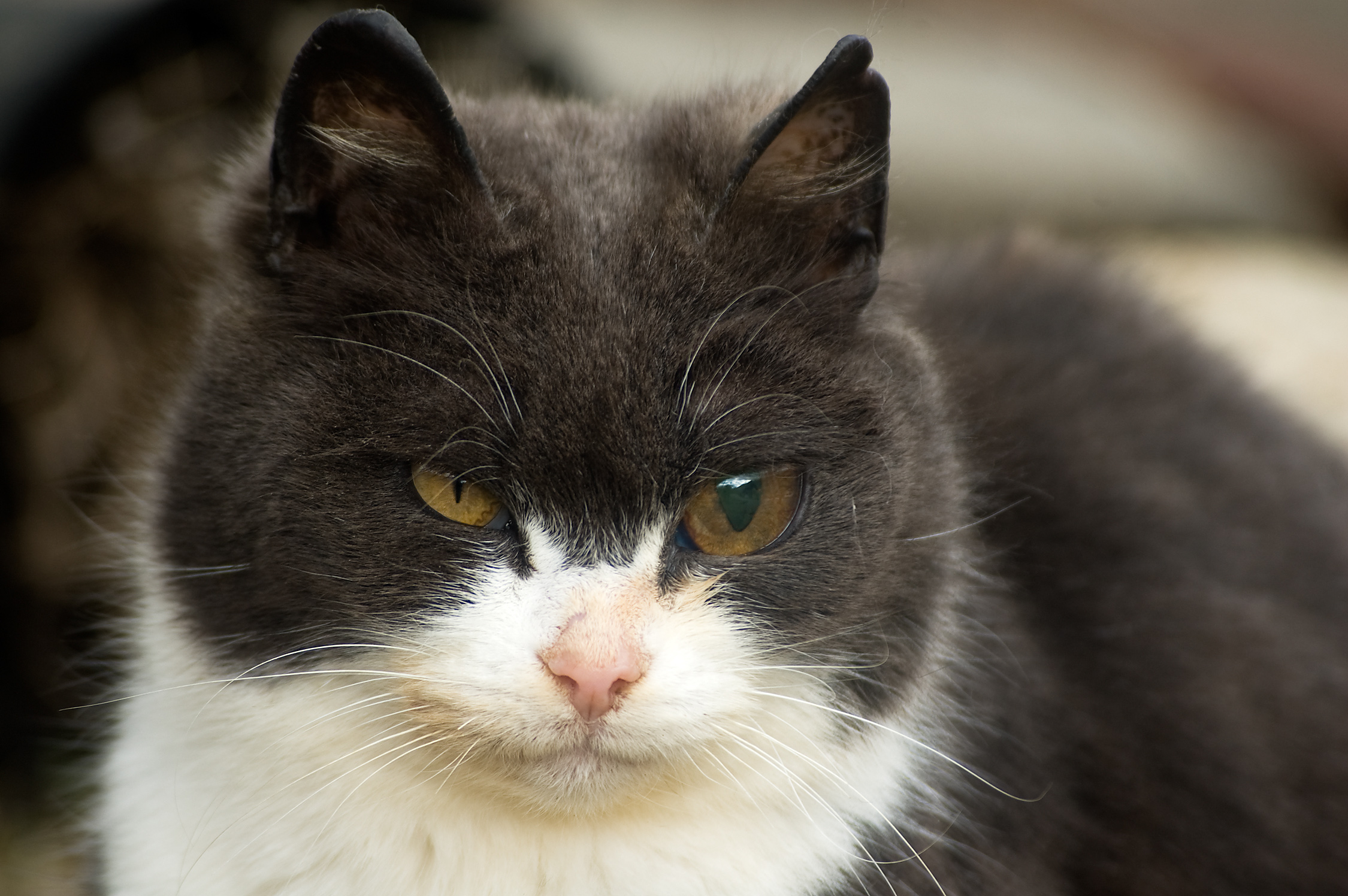
Кошка с искусственным глазом.

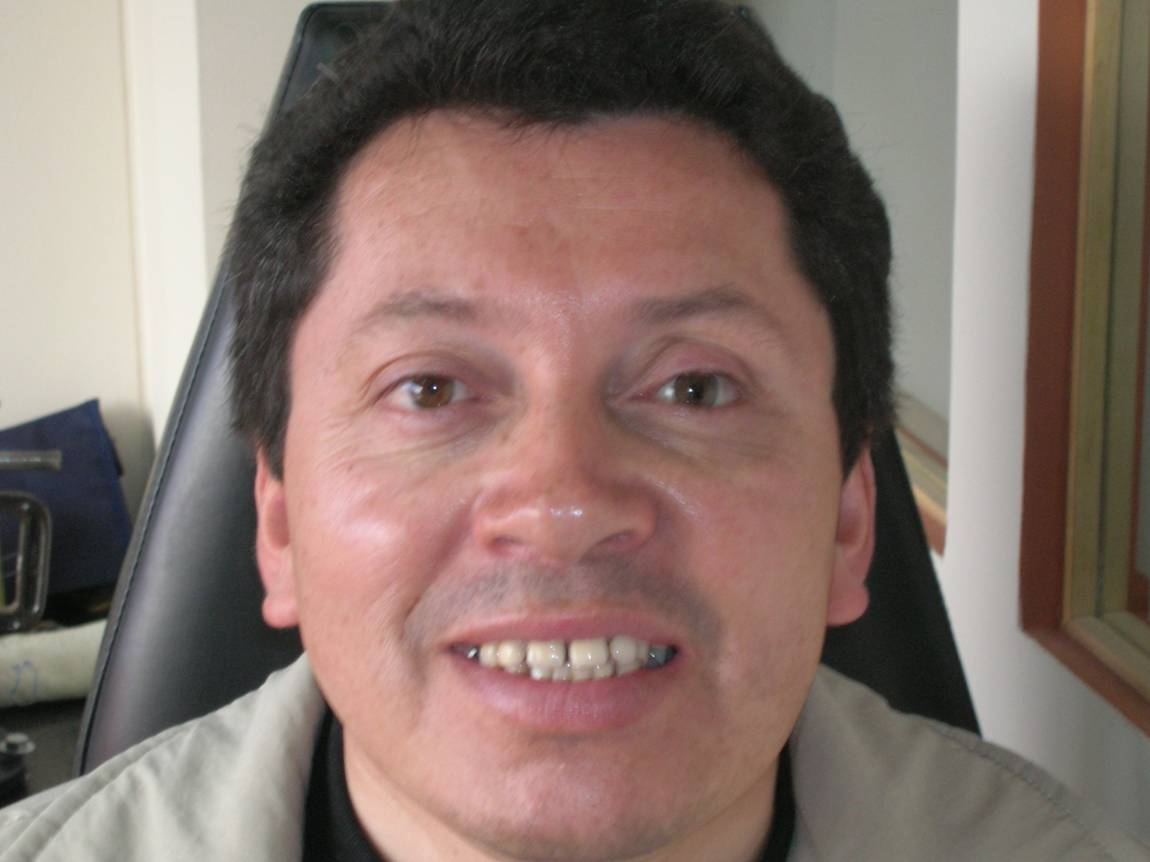
мужчина с глазным протезом

Глазной протез, искусственный или стеклянный глаз — тип протеза, которым заменяют отсутствующий естественный глаз. Это может быть необходимо после энуклеации (удаление глазного яблока с сохранением глазодвигательных мышц), экзентерации глазницы (полное удаление всех тканей внутри глазницы) или эвисцерации глаза (удаление содержимого глаза с сохранением склеры). Обычно имеет форму выпуклой оболочки и изготовлен из медицинского акрила, которая надевается под веки на орбитальный имплантат. Некоторые глазные протезы сегодня изготавливаются из криолитового стекла. Существует вариант глазного протеза, который представляет собой очень тонкую твердую склеральную оболочку, которую можно носить на поврежденном или потрошенном глазу. Производители глазных протезов известны как окуляристы. Человек с одним глазным протезом полностью слеп на пораженную сторону и имеет монокулярное (одностороннее) зрение, так как глазной протез имеет преимущественно эстетическое значение и не позволяет видеть, однако уже существуют позволяющие видеть ретинальные или визуальные протезы, которые называют «бионический глаз».

## История

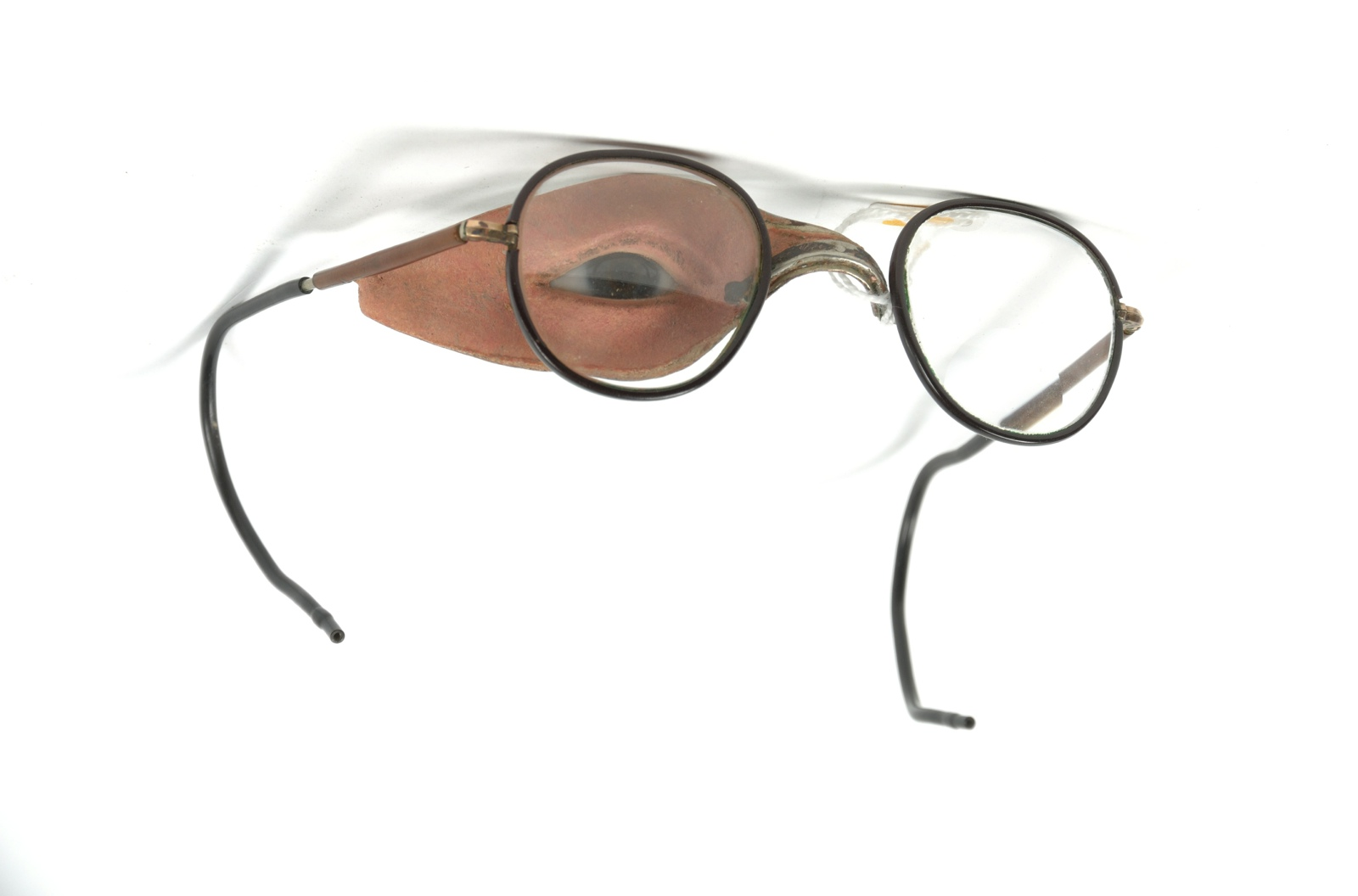
Глазной протез и очки, сделанные пластическим хирургом Йоханнесом Эссером для раненого солдата Первой мировой войны.

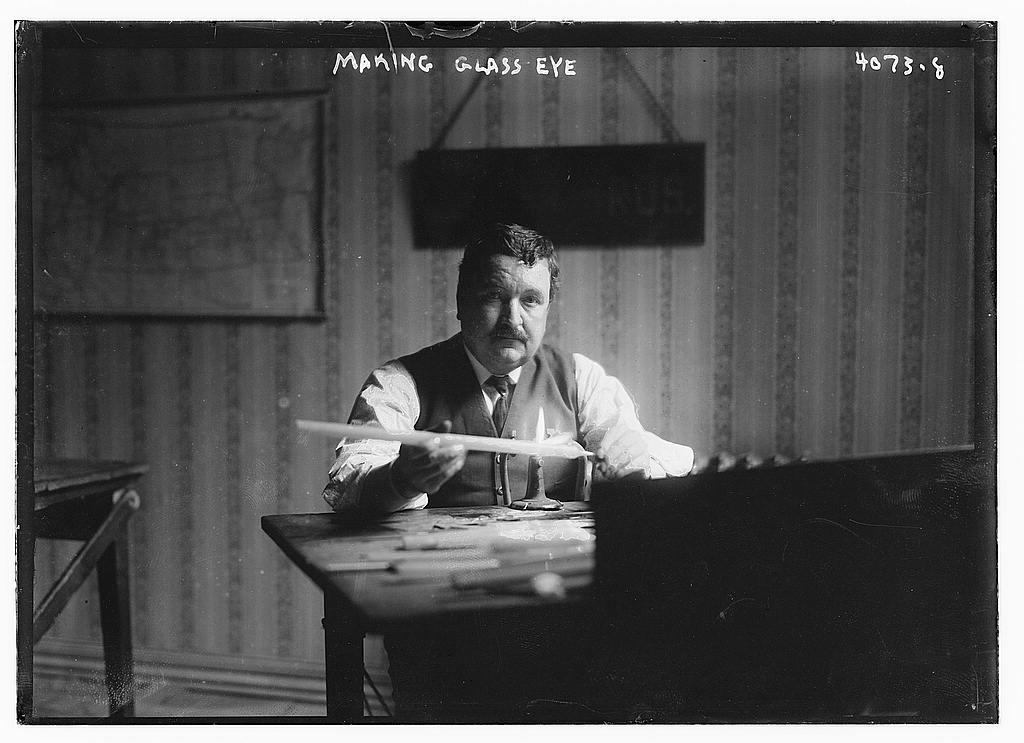
«Делаем стеклянный глаз», c. 1915—1920 гг.

Самое раннее известное свидетельство использования глазного протеза датируется 2900—2800 гг. до н. э. и получено из Шахр-и Сохта, Иран Известно, что римские и египетские жрецы ещё в пятом веке до нашей эры создавали искусственные глаза, сделанные из окрашенной глины, прикрепленной к ткани и носимой вне глазницы.
Первые искусственные глаза, располагаемые внутри глазниц, были сделаны из золота с цветной эмалью, позже венецианцы в конце XVI века стали использовать стекло (отсюда и название «стеклянный глаз») и сохраняли секрет их изготовления до 18 века, когда центр создания искусственных глаз переместился вначале в Париж, а затем в Германию. Из-за второй мировой войны и связанной с ней недоступностью немецких товаров в США их начали делать из акрилового пластика, сейчас там наряду с акрилом используется полиметилметакрилат. В Германии всё ещё протезы чаще всего изготавливают из стекла.
Неподвижность зрачка длительное время не позволяла создавать более реалистичные искусственные глаза. Одним из решений является ЖК-дисплей, который имитирует изменение размера зрачка в зависимости от освещения.

## Типы имплантатов
Существует множество различных типов имплантатов, классификация которых варьируется от формы, интегрированности и подвижности.

### Неинтегрированные имплантаты
Хотя есть свидетельства того, что глазные имплантаты существуют уже тысячи лет современные сферические имплантаты (включая не только стеклянные глаза) появились примерно в 1976 году, они называются неинтегрированными, так как не содержат приспособлений для прикрепления к глазодвигательным мышцам и не допускают врастания органических тканей в их неорганическое вещество. Они представляют собой акриловые (ПММА), стеклянные и силиконовые сферы.

Протезирование глаз, полиметилметакрилат

Полиметилметакрилат (органическое стекло) является одним из предпочтительных имплантатов для использования в качестве глазных протезов, так как обладает хорошей совместимостью с тканями человека.

### Интегрированные имплантаты (пористые)
Пористая природа интегрированных имплантатов позволяет фиброваскулярное врастание по всему имплантату и возможность вставлять штифты. Поскольку считается, что прямое механическое соединение улучшает моторику искусственного глаза, были предприняты попытки разработать так называемые «интегрированные имплантаты», которые напрямую соединяются с искусственным глазом. Исторически сложилось так, что имплантаты, которые непосредственно прикреплялись к протезу, были неудачными из-за хронического воспаления или инфекции, вызванной обнаженным плотным материалом имплантата. Это привело к разработке квазиинтегрированных имплантатов со специально разработанной передней поверхностью, которые предположительно лучше передавали подвижность имплантата на искусственный глаз через закрытую конъюнктиву и теноновую капсулу. В 1985 году считалось, что проблемы, связанные со встроенными имплантатами, в значительной степени решены с введением сферических имплантатов, изготовленных из пористого гидроксиапатита кальция. Этот материал обеспечивал фиброваскулярное врастание в течение нескольких месяцев. В настоящее время пористые имплантаты для энуклеации изготавливаются из различных материалов, включая природный и синтетический гидроксиапатит, оксид алюминия и полиэтилен.
Хирург может изменить контур пористых имплантатов перед установкой.

## Движение имплантата
Косметический внешний вид после энуклеации сильно зависит от движения имплантата и протеза, без него затруднено создание реалистичного глаза. Существует несколько способов улучшения движения искусственных глаз: использование интегрирующего протезного материала, закрепление имплантата, покрытие имплантата (например, склеральной тканью) или пришивание глазных мышц непосредственно к протезному имплантату. Эффективность передачи движения от имплантата к протезу определяет степень подвижности протеза. Движение передается от традиционных плотных сферических имплантатов через поверхностное натяжение на границе конъюнктивы и протеза и движения сводов. Квазиинтегрированные имплантаты имеют поверхности неправильной формы, которые создают механизм непрямого сцепления между имплантатом и протезом, который позволяет протезу больше двигаться. Можно ожидать, что прямая интеграция имплантата в протез через внешний механизм сцепления ещё больше улучшит его подвижность.

## Последствия хирургических вмешательств
Независимо от процедуры после операции всегда требуется какой-либо глазной протез. В конце операции хирург вставит временный протез, известный как стандартный глаз и направляет пациента к окулисту, который является не врачом, а окуляристом.
Жизнь с глазным протезом требует осторожности, но часто пациенты, страдающие неизлечимыми глазными заболеваниями, такими как микрофтальмия, анофтальмия или ретинобластома, достигают лучшего качества жизни с протезами. Уход, необходимый для глазного протеза (помимо регулярной полировки и осмотра) обычно сводится к поддержанию влажности и чистоты протеза.

## Известные люди с протезами глаз
- Баз Бастьен[англ.] — канадский хоккеист, тренер (правый глаз)[13]
- Мохтар Бельмохтар — алжирский контрабандист, похититель людей, торговец оружием и террорист; потерял глаз при неправильном обращении с взрывчаткой (левый глаз)[14]
- Король Таиланда Рама IX — тайский монарх, правивший в 1946—2016 годах (правый глаз)
- Хелен Келлер — слепоглухой американский реформатор общества (оба глаза)
- Сэмми Дэвис-младший — американский певец (левый глаз)[15]
- Питер Фальк — американский актёр (правый глаз)[16]
- Текс Эйвери — влиятельный американский режиссёр анимации (левый глаз)[17]
- Лео Фендер — архитектор музыкальных инструментов; основал Fender Musical Instruments Corporation (левый глаз)
- Рай Кудер — музыкант, наиболее известный своей работой на слайд-гитаре. (левый глаз)[18]
- Ник Гриффин — лидер BNP (левый глаз)[19]
- Бен Дрейфус[англ.] — писатель (левый глаз)
- Джефф Хили — канадский блюз-гитарист (оба глаза)
- Лео МакКерн — актёр (левый глаз)[20]
- Карл Уэлле[англ.] — канадский профессиональный борец (правый глаз)[21]
- Пак Цзе-вон[англ.] — южнокорейский политик (левый глаз)
- Клаус Шенк Граф фон Штауффенберг — кадровый офицер немецкой армии и лидер сопротивления (левый глаз)[22]
- Дин Шилс[англ.] — профессиональный футболист из Северной Ирландии (правый глаз)
- Роберт Турман — писатель (левый глаз)[23]
- Мо Удалл[англ.] — политик (правый глаз)[24]
- Генри Ли Лукас — Серийный убийца (левый глаз)
- Fetty Wap — американская рэп-звезда (левый глаз) (больше не носит протез)
- Элис Уокер — Автор (правый глаз)
- Джим Ливелл[англ.] — детектив полиции Далласа (левый глаз)
- Дэн Креншоу — конгрессмен США (2-й избирательный округ Техаса) и бывший морской котик (правый глаз)
- Майкл Биспинг — бывший чемпион UFC в среднем весе (правый глаз)
- Эраст Гарин — советский и российский актёр
- Гео Милев — болгарский поэт, повешенный в 1925 году за левые взгляды. (правый глаз)
- Давид Давидович Бурлюк — русский и американский поэт и художник, один из основоположников футуризма
- Андрей Зибров – российский актёр театра и кино; в апреле 2010 года потерял правый глаз в результате ранения из пневматического пистолета во время перестрелки (правый глаз)[25]